# Bianca Tschaikner
Bianca Tschaikner (geboren 1985 in Bregenz) ist eine österreichische Illustratorin und Künstlerin.

## Leben
Nach ihrem Studium an der Fachhochschule Vorarlberg, das sie mit der Illustration eines Kochbuchs abschloss, arbeitete sie für verschiedene österreichische und internationale Zeitschriften und Magazine, unter anderem für den Falter, Eltern, das Chefkoch-Magazin sowie das feministische Magazine an.schläge. Tschaikner hat ihre Werke seit 2006 in Österreich, Deutschland, Spanien, Marokko und den USA ausgestellt. Von 2012 an studierte sie an der International School of Graphic Arts II Bisonte in Florenz Druckgrafik.
Sie hat u. a. in Chile, den USA und dem Iran, in Indien, Italien, Portugal und Spanien (Tanger) gelebt, z. T. auch mehrere Jahre. Die Ornamentik im orientalischen und arabisch-muslimischen Kulturraum habe sie   auf ihrem künstlerischen Weg besonders beeinflusst:
„Eine persische Moschee inspiriert mich mehr als ein Jugendstilhaus.“
Gleichzeitig hätten Erfahrungen von sexistischer Diskriminierung in diesen Ländern sie für Formen sexueller Gewalt, von verbalen Anzüglichkeiten bis zu exhibitionistischen Handlungen, für Degradierung und Respektlosigkeit Frauen gegenüber generell sensibilisiert.

## Werk
Tschaikners Arbeit umfasst Zeichnungen, Radierungen, Lithografien und Holzschnitte. Sie illustriert Zeitschriften, Magazine, Bücher, Postkarten und Fachartikel. 2016 verfasste sie mit SAVARI. An illustrated journey through Iran & India erstmals ein Buch, in dem sie ihre eigenen Texte im Stil einer Graphic Novel illustriert und ihre Reiseerlebnisse semi-autobiografisch gestaltet.

## Kontroverse
Das Wiener linksliberale Stadtmagazin Der Falter brachte im Januar 2016 eine Ausgabe mit dem Schwerpunkt auf der massenhaften frauenfeindlichen Gewalt im Zusammenhang mit den sexuellen Übergriffen in der Silvesternacht 2015 heraus, wobei Bianca Tschaikner mit der grafischen Gestaltung auf dem Cover beauftragt wurde. Die Redaktion unterlegte Tschaikners Illustration mit dem Simone-de-Beauvoir-Zitat „Niemand ist den Frauen gegenüber aggressiver oder herablassender als ein Mann, der sich seiner Männlichkeit nicht ganz sicher ist“. Die Illustration wurde kontrovers diskutiert und letztlich von einer Leserin beim österreichischen Presserat angezeigt, da diese rassistische Elemente ausmachte. In der Folge einer auch intern umstrittenen Entscheidung des Senats 1 des Presserats erhielt der Falter eine Rüge des Presserates; Die an.schläge trennten sich von Bianca Tschaikner. Diese Sanktionen wurden wiederum kritisch diskutiert.

## Auszeichnungen
- 2025: Vorarlberger Literaturstipendium[7][8]